# Ken Namba
Ken Namba (難波研, Nanba Ken), né le 19 septembre 1983, est un compositeur, interprète et chercheur japonais.
Né à Hamamatsu, dans la préfecture de Shizuoka, Ken Namba étudie à l'université de musique Tōhō auprès de Kazuaki Ogikubo, Jun Nagao (en), Tomiko Kohjiba, Carlo Forlivesi (en) et René Staar. Ses œuvres ont été interprétées par de nombreux musiciens, non seulement au Japon mais également à Vienne et au Kosovo. Il est lauréat de plusieurs concours nationaux et internationaux dont le concours national de composition du Japon iic Tokyo 2008 (premier prix, organisé par l'Istituto Italiano di Cultura de Tokyo en 2008), le prix de composition Tōru Takemitsu (deuxième prix, organisé par la fondation culturelle de l'opéra municipal de Tokyo en 2010).
Il est conférencier à l'université de musique Tōhō.